# Crimson Glory
Crimson Glory é uma banda de heavy metal formada em 1982 nos Estados Unidos.

## História
Crimson Glory nasceu em 1982 sob o nome de Beowulf, na Flórida. Durante quatro anos eles procuraram e desenvolveram um som próprio, até que gravaram o seu primeiro álbum em 1986. O diferencial da banda ficou por conta do uso por todos os integrantes de máscaras metálicas.
Em 1988, após o lançamento do álbum Transcendence, a banda ganhou três prêmios no Tampa Bay Music Awards: melhor vocalista masculino, melhor lançamento local e melhor banda de metal (Most Outstanding Male Vocalist, Most Outstanding Local Release e Most Outstanding Metal Band). O sucesso de Transcendence levou a banda a realizar turnês com as bandas Metallica, Ozzy Osbourne, Queensryche, UDO, Doro, Metal Church e Anthrax. Pouco depois Dana Burnell e Ben Jackson deixaram a banda para formarem o Parish. Esta banda lançou o primeiro álbum em 1995, Envision, e depois terminou. Ravi Jahkotia substituiu Dana Burnell.
Depois de assinarem com a Atlantic Records, eles lançaram Strange And Beautiful. Este álbum marca uma mudança na sonoridade do Crimson Glory, e também ao abandono do uso de máscaras. Curiosamente a popularidade do grupo decaiu, resultando no cancelamento da turnê japonesa. O vocalista Midnight deixou a banda e só dez anos depois voltou a aparecer. O guitarrista Jon Drenning mudou a banda para o Arizona e reagruparia a banda duas vezes, primeiro como Crush e depois como Erotic Liquid Culture. A banda lançou um álbum para cada um dos nomes. Cinco anos depois voltaram á Flórida. Ben Jackson voltou á banda e Wade Black ocupou os vocais. Astronomica foi lançado em 1999.
Drenning reuniu os membros originais da banda em 2005, depois de muitos pedidos dos fans, mas esta reuniam não durou muito. Em janeiro de 2007 Midnight deixou a banda e Wade Black reassumiu o posto. Midnight faleceu dia 8 de julho de 2009.
Em 2010, Todd La Torre entra na banda substituindo Wade Black. Com ele a banda celebrou o aniversario de 25 anos do primeiro disco com uma turnê pela Europa. La Torre deixou a banda em 2013, e desde 2012 é vocalista do Queensryche. Desde sua saída a banda está em hiato.

## Integrantes

### Actuais
- Jeff Lords - baixo (1982–1992, 1998–presente)
- Jon Drenning - guitarra (1982–1992, 1998–presente)
- Ben Jackson - guitarra (1982–1990, 1999–presente)
- Dana Burnell - bateria (1986–1989, 2005–presente)

Ao vivo
- John Zahner - teclados (1989, 2011–presente)

### Antigos
- Midnight - vocais (1983–1991, 2005–2007; falecido em 2009)
- Ravi Jakhotia - bateria (1991–1992)
- Wade Black - vocais (1999–2005, 2007–2010)
- Steve Wacholz – bateria (1999)
- Jesse "Martillo" Rojas – bateria, percussão, e vocal (2000, 2006–2007)
- Todd La Torre - vocais (2010–2013)

## Discografia
Álbuns de estúdio
- Crimson Glory (1986)
- Transcendence (1988)
- Strange And Beautiful (1991)
- Astronomica (1999)

EP
- War Of The Worlds (2000)

Coletânea
- In Dark Places... 1986 - 2000 (2010)

Singles
- "Dream Dancer" (1986)
- "Lady of Winter" (1988)
- "Lonely" (1988)
- "Promise Land" (1991 Atlantic Promo CD)
- "Song for Angels" (1991)
- "The Chant" (1991)